# Akazu
Der Akazu (Kinyarwanda: kleines Haus) war ein einflussreicher Klan von Hutu aus den nordwestlichen Präfekturen Ruandas (Ruhengeri und Gisenyi), der sich vorwiegend aus Verwandten und Freunden des ehemaligen Präsidenten Juvénal Habyarimana und dessen einflussreicher Frau Agathe Habyarimana zusammensetzte.
Die Angehörigen des Akazu besetzten innerhalb des Hutu-Regimes unter Präsident Habyarimana (1973–1994) wichtige Positionen in Politik, Wirtschaft, Wissenschaft und Gesellschaft. Ihre Familien galten hinsichtlich des Zugangs zu weiterführenden Schulen, Universitäten und Arbeitsplätzen als privilegiert.
Den Mitgliedern des Akazu wird eine zentrale Rolle bei der Radikalisierung der Hutu-Power Bewegung in den frühen 1990er Jahren zugeschrieben, die im Jahr 1994 zum Völkermord an 800.000 Tutsi und gemäßigten Hutu führte.
Angehörige des Akazu waren Gründungsmitglieder der Coalition for the Defence of the Republic (CDR), die zunächst als Hardlinerflügel der regierenden MRND (Mouvement républicain national pour la démocratie et le développement) galt und sich schließlich als eigene Partei abspaltete, um die Radikalisierung der „Hutu-Power“-Bewegung voranzutreiben. Darüber hinaus waren Angehörige des Akazu maßgeblich an der Gründung des Radiosenders Radio-Télévision Libre des Mille Collines (RTLM) und der radikalen Zeitung Kangura beteiligt, die wesentliche Propaganda-Organe der Bewegung waren und durch Hasspropaganda gegen Tutsi und die RPF (Ruandische Patriotische Front) entscheidenden Einfluss an der Mobilisierung zum Völkermord von 1994 hatten.